# Amstel Radler
Amstel Radler is de verzamelnaam van zes Nederlands radlerbieren van het merk Amstel.
De bieren worden op meerdere locaties gebrouwen door Heineken.
Amstel Radler wordt vanaf de lente van 2013 gebrouwen. Eind 2013 volgde Amstel Radler Grapefruit en in het voorjaar van 2014 Amstel Radler 0.0%. Later zijn er nog meer fruitsmaken toegevoegd waaronder appel en sinaasappel.